# Подводные лодки проекта 667БДРМ «Дельфин»
Подводные лодки проекта 667БДРМ «Дельфин» — серия советских и российских стратегических атомных подводных лодок с баллистическими ракетами, развитие АПЛ проекта 667БДР «Кальмар». Всего в 1981—1990 годах было построено семь кораблей проекта 667БДРМ, все они вошли в состав 13-й дивизии подводных лодок Северного флота. По состоянию на 2025 год пять кораблей остаются в строю, все в составе 31-й дивизии подводных лодок, один корабль списан, ещё один переоборудован в носитель глубоководных аппаратов по проекту 09780. Изначально «Дельфины» были вооружены баллистическими ракетами Р-29РМ, впоследствии перевооружены ракетами Р-29РМУ2 «Синева», Р-29РМУ2.1 «Лайнер».

## История проекта
Проект 667-БДРМ (обозначение NATO — «Delta-IV») является дальнейшим развитием проекта 667БДР «Кальмар» и последней модификацией РПКСН второго поколения, плавно перетёкшего в третье поколение. Постановление правительства о разработке проекта вышло 10 сентября 1975 года. Проект был разработан в ЛПМБ «Рубин», генеральным конструктором проекта являлся С. Н. Ковалёв. В проекте использовались новые разработки в области вооружения, систем управления и обнаружения, средства снижения гидроакустических шумов. Широкое применение получили различные демпфирующие, виброизолирующие, звукопоглощающие устройства. Отрабатывались результаты исследований шумоизлучения различных корпусных конструкций. Впоследствии полученные результаты использовались при проектировании ТРПКСН проекта 941 «Акула».
Головной ракетоносец проекта 667БДРМ — К-51 «Верхотурье» — был заложен в феврале 1981 года на Северном машиностроительном предприятии в Северодвинске, спущен на воду в январе 1984 года, а в декабре 1984 года введён в строй. Всего в период с 1984 по 1990 годы было построено 7 субмарин этого проекта, 5 из них находятся в составе ВМФ России, одна — К-84 «Екатеринбург» — в декабре 2014 года передана флоту после капитального ремонта, и ещё одна — на переоборудовании в носитель глубоководных аппаратов. Все корабли были построены на заводе «Севмаш». Последним со стапелей сошёл K-407 «Новомосковск».

## Конструкция
Проект имеет классическую для этого класса субмарин компоновку: двухвинтовая силовая установка, ракетные шахты за рубкой в специальном ограждении, выступающем из корпуса, горизонтальные рули размещены на рубке, торпедные аппараты — в носовой части.

### Корпус
По сравнению с лодками проекта 667БДР, «Дельфин» имеет увеличенную высоту ограждения ракетных шахт, увеличенные длины носовой и кормовой оконечностей корабля, диаметр прочного корпуса, диаметр лёгкого корпуса в районе 1-3 отсеков. Прочный корпус и межотсечные переборки изготовлялись с применением стали, менее склонной к хрупкому разрушению. Поверхность корабля покрыта акустически-маскирующим материалом.

### Движители
Были применены новые пятилопастные гребные винты с улучшенными гидроакустическими характеристиками. Набегающий поток воды выравнивается специальным устройством.

## Вооружение
Основным оружием корабля стали межконтинентальные баллистические ракеты Р-29РМ (договорное обозначение РСМ-54, западное обозначение SS-N-23 «Skiff»), имеющие увеличенные по сравнению с ракетами предыдущего проекта Р-29Р, дальность стрельбы (до 8 300 км и более), точность и радиус развода боевых блоков. Эти ракеты, и их модификация Р-29РМУ2 «Синева», сохранившая договорное обозначение РСМ-54, стали последними советскими и российскими жидкостными БРПЛ.
Подводный пуск может осуществляться на глубинах до 55 метров при скорости 6 — 7 узлов. Все ракеты могут быть запущены в одном залпе.

### Военное применение
РПКСН проекта 667БДРМ относительно регулярно совершают походы и участвуют в учебных стрельбах. Как правило запуски осуществляются из акватории Баренцева моря, а целью служит специальный полигон Кура на Камчатке, расположенный в нескольких сотнях километров к северу от Петропавловска-Камчатского.
В 1991 году на крейсере К-407 «Новомосковск» под командованием капитана 2 ранга С. В. Егорова были проведены специальные испытания (операция «Бегемот-2») с подготовкой и запуском всего боекомплекта в одном залпе (как при реальной боевой стрельбе). С крейсера К-407 «Новомосковск» были запущены 16 ракет Р-29РМ, весь боекомплект, с интервалом в 14 секунд. По словам очевидцев «лодка стреляла как автомат». Запуск полного боекомплекта был повторён в 1998 году, когда на Северном флоте прошли испытания, в ходе которых был произведён «одновременный» пуск 20 ракет Р-39. Лучший результат АПЛ «Огайо» — 4 ракеты Трайдент-2.
28 октября 2010 года произведён успешный пуск баллистической ракеты Р-29РМУ2 «Синева» (РСМ-54) с борта подводного ракетоносца К-117 «Брянск».
20 мая 2011 года в 18 час. 50 мин. мск. с борта К-84 «Екатеринбург» был произведён успешный пуск модернизированной межконтинентальной баллистической ракеты Р-29РМУ2.1 «Лайнер».
24 августа 2019 года проведён успешный пуск БРПЛ Р-29РМУ2 «Синева» с борта РПКСН К-114 «Тула».
17 октября 2019 года в рамках учений стратегических ядерных сил «Гром-2019» проведён пуск баллистической ракеты «Синева» с подлодки К-18 «Карелия».

### Мирное применение
С лодок проекта 667БДРМ было осуществлено два запуска (в 1998 и в 2006 годах) на низкие околоземные орбиты искусственных спутников Земли. С «Новомосковска» ракетой-носителем «Штиль-1», созданной на базе боевой ракеты Р-29РМ, в июле 1998 года впервые в мире был запущен ИСЗ «Тубсат-Н», разработанный в Германии (старт был выполнен из подводного положения). Ведутся работы по созданию и более мощной морской ракеты-носителя «Штиль-2» с массой выводимой нагрузки, увеличенной со 100 до 350 кг.

## Представители
Цвета таблицы:

 Белый  — не достроена или утилизирована не спущенной на воду

 Зелёный  — действующая в составе ВМФ России

 Синий  — находится в ремонте или на модернизации

 Красный  — списана, утилизирована или потеряна

 Серый  — на хранении, в резерве, в отстое, готовится к списанию

| Тактический номер          | Зав. № | Закладка   | Спуск на воду | Ввод в строй | Списана | Окончание последнего ремонта                                                                   | Текущий статус                                                                                |
| -------------------------- | ------ | ---------- | ------------- | ------------ | ------- | ---------------------------------------------------------------------------------------------- | --------------------------------------------------------------------------------------------- |
| К-51 «Верхотурье»          | 379    | 23.02.1981 | 07.03.1984    | 29.12.1984   |         | 30.12.2012                                                                                     | В составе СФ. В строю                                                                         |
| К-84 «Екатеринбург»        | 380    | 17.02.1982 | 17.03.1985    | 30.12.1985   | 2022    | 19.12.2014                                                                                     | В конце 2022 года АПЛ выведена из состава СФ и списана для последующей утилизации             |
| К-64 (БС-64 «Подмосковье») | 381    | 18.12.1982 | 03.03.1984    | 23.12.1986   |         | 26.12.2016 Переоборудована по проекту 09787 в носитель подводных лодок специального назначения | В составе СФ. В строю                                                                         |
| К-114 «Тула»               | 382    | 22.02.1984 | 22.01.1987    | 30.10.1987   |         | 09.01.2018                                                                                     | В составе СФ. В строю                                                                         |
| К-117 «Брянск»             | 383    | 20.04.1985 | 08.02.1988    | 30.09.1988   |         | Проходит средний ремонт на СРЗ «Звёздочка»                                                     | В составе СФ. В ремонте до 11.2024                                                            |
| К-18 «Карелия»             | 384    | 07.02.1986 | 02.02.1989    | 10.10.1989   |         | Проходит средний ремонт на СРЗ «Звёздочка»                                                     | В составе СФ. В ремонте. Первый выход на боевую службу после ремонта планируется в 2026 году. |
| К-407 «Новомосковск»       | 385    | 14.07.1987 | 27.11.1990    | 01.12.1990   |         | 27.07.2012                                                                                     | В составе СФ. В строю                                                                         |

Сразу после постройки все корабли проекта вошли в состав 13-й дивизии подводных лодок Северного флота с базированием на губу Оленья, постепенно заменив в ней лодки проектов 667БД «Мурена-М» и 667БДР «Кальмар». К 2000 году все корабли, включая уже находящийся в резерве К-64, в связи с расформированием 13-й дивизии были переданы в 31-ю дивизию подводных лодок.

### Современное состояние
По состоянию на 2025 год РПКСН проекта 667БДРМ продолжают оставаться значительной частью морской составляющей стратегической ядерной триады России на Северном флоте, разделяя эту роль с подводными лодками проекта 955(А).
БС-64 была переоборудована в носитель глубоководных станций и входит в состав 29-й дивизии подводных лодок. Остальные субмарины регулярно проходят средний ремонт и модернизацию на заводе «Звёздочка» в Северодвинске. АПЛ К-84 «Екатеринбург», поставленная на ремонт с целью модернизации гидроакустического комплекса, 29 декабря 2011 года серьёзно пострадала при пожаре. 19 декабря 2014 года подводная лодка была принята флотом после ремонта, а в 2022 году стала первым списанным кораблём проекта.
Начиная с 2012 года в ходе ремонтов «Дельфины» перевооружаются усовершенствованными БРПЛ Р-29РМУ2.1 «Лайнер» вместо ракет предыдущей модификации Р-29РМУ2 «Синева». По состоянию на 2024 год, переоборудование и ремонт проходят К-117 «Брянск» и К-18 «Карелия», а К-407 «Новомосковск» ждёт своей очереди.
Все действующие подводные лодки этого проекта находятся в составе 31-й дивизии подводных лодок Северного флота и базируются в бухте Ягельная, порт приписки — Гаджиево.

### Перспективы
В 2012 году директор ЦС «Звёздочка» Владимир Никитин объявил о планах по восстановлению технической готовности ракетоносцев проекта 667БДРМ, благодаря чему срок их службы будет продлён с 25 до 35 лет.
Для поддержания их боевого потенциала на необходимом уровне военно-промышленная комиссия в сентябре 1999 года приняла решение о начале производства модернизированных ракет Р-29РМУ2. В связи с этим, все подлодки 667БДРМ были оснащены новым ракетным комплексом Д-9РМУ2 «Синева».
В октябре 2011 года завершилось испытание новой версии основного оружия кораблей — тема «Лайнер». Модифицированные ракеты Р-29РМУ2.1 получили усовершенствованную систему преодоления противоракетной обороны и возможность нести комбинированную боевую нагрузку. Данное перевооружение позволит продлить срок существования северо-западной группировки подлодок 667БДРМ до 2025−2030 года.

## Сравнительная оценка
|                                         | 941 «Акула»     | «Огайо»         | 667БДРМ «Дельфин» | «Вэнгард»       | «Триумфан»      | 955 «Борей»      |
| --------------------------------------- | --------------- | --------------- | ----------------- | --------------- | --------------- | ---------------- |
| Внешний вид                             |                 |                 |                   |                 |                 |                  |
| Годы постройки                          | 1976—1989       | 1976—1997       | 1981—1992         | 1986—2001       | 1989—2009       | 1996—2031 (план) |
| Годы службы                             | 1981—2013       | 1981—н.в.       | 1984—н.в.         | 1993—н.в.       | 1997—н.в.       | 2013—н.в.        |
| Построено                               | 6               | 18              | 7                 | 4               | 4               | 8                |
| Водоизмещение (т) надводное / подводное | 23 200 / 48 000 | 16 746 / 18 750 | 11 740 / 18 200   | 15 130 / 15 900 | 12 640 / 14 335 | 14 720 / 24 000  |
| Число ракет                             | 20 Р-39         | 24 Трайдент II  | 16 Р-29РМУ2       | 16 Трайдент II  | 16 М51.2        | 16 «Булава»      |
| Забрасываемый вес (кг)                  | 2550            | 2800 — ?        | 2800 — ?          | 2800 — ?        | ?               | 1150             |
| дальность (км)                          | 9300            | 7400 — 11300    | 8300 — 11547      | 7400 — 11300    | 10000           | 9300             |

Шумность подводных лодок проекта 667БДРМ «Дельфин» при скорости 4−8 узлов в диапазоне частот 5−1000 Гц составляет 65−85 Дб на 1 Па при расстоянии 1 м.
При патрулировании в Баренцевом море АПЛ 667БДРМ обнаруживается лодкой типа «Лос-Анджелес» на дистанции до 30 км (при полном штиле (8 % времени года)), в обычных условиях (92 % времени года) станция AN/BQQ-5 обнаруживает АПЛ «Дельфин» на дальностях не более 10 км.